# Hadennia hypenalis
Hadennia hypenalis är en fjärilsart som beskrevs av Walker 1858. Hadennia hypenalis ingår i släktet Hadennia och familjen nattflyn. Inga underarter finns listade i Catalogue of Life.